# Holomorph separable Mannigfaltigkeit
Im Bereich der Funktionentheorie, einem Teilgebiet der Mathematik, interessiert man sich für die Vielfältigkeit holomorpher Funktionen auf komplexe Mannigfaltigkeiten. Ein Konzept ist das der holomorphen Separabilität oder holomorphen Trennbarkeit. Ist eine komplexe Mannigfaltigkeit holomorph separabel, so ist sichergestellt, dass auf dieser Mannigfaltigkeit außer den konstanten Funktionen weitere holomorphe Funktionen existieren. Auf der Sphäre, welche das Standardbeispiel einer Mannigfaltigkeit ist, sind nur die konstanten Funktionen holomorph; die Sphäre ist also nicht holomorph separabel.

## Formale Definition
Es sei {\displaystyle X} eine {\displaystyle n}-dimensionale komplexe Mannigfaltigkeit und {\displaystyle {\mathcal {O}}(X)} bezeichne den Ring (bzw. die Garbe) der holomorphen Funktionen {\displaystyle f\colon X\to \mathbb {C} }.
Die Mannigfaltigkeit {\displaystyle X} heißt holomorph separabel, wenn es für zwei beliebige Punkte {\displaystyle x,y\in X} mit {\displaystyle x\neq y} eine auf ganz {\displaystyle X} holomorphe Funktion {\displaystyle f\in {\mathcal {O}}(X)} gibt, so dass {\displaystyle f(x)\neq f(y)} gilt.
Man sagt: „Die holomorphen Funktionen trennen die Punkte.“

## Beispiele
- Kann man eine komplexe Mannigfaltigkeit oder einen komplexen Raum injektiv (und holomorph) nach {\displaystyle \mathbb {C} ^{n}}  abbilden, so ist der Raum holomorph separabel.

- Folglich ist jedes Gebiet in {\displaystyle \mathbb {C} ^{n}} holomorph separabel.
- Jede steinsche Mannigfaltigkeit ist holomorph separabel. (Es gibt eine Definition steinscher Mannigfaltigkeiten, die „holomorph separabel“ als Bedingung nennt.)

- Räume, die nicht-diskrete, kompakte, komplexe Unterräume oder Untermannigfaltigkeiten besitzen, sind nicht holomorph separabel.
  - Folglich sind die Sphäre und der Torus, beziehungsweise allgemeiner die Jacobi-Varietät, nicht holomorph separabel.